# Szpital Psychiatryczny w Wejherowie
Szpital Psychiatryczny w Wejherowie (niem. Provinzial-Irren-Anstalt in Neustadt/Westpreußen) – szpital działający w latach 1883–1920 w Wejherowie przy obecnej ulicy Jana III Sobieskiego.

## Historia
Szpital został zbudowany w latach 1881–1883 przez berlińską firmę Gropius & Schmieden z przeznaczeniem dla 400 pacjentów z prowincji Prus Zachodnich. Kompleks obejmował kilkanaście budynków mieszczących się przy drodze z Wejherowa do Bolszewa. Na ten cel ofiarowano 25 mórg lasu miejskiego i 160 mórg ziemi prywatnej. Był to drugi tego rodzaju, po Świeciu, nowoczesny zakład w prowincji. W 1893 roku szpital był przepełniony, co było jednym z powodów budowy szpitala psychiatrycznego w Kocborowie.
Podstawowy personel zakładu liczył 12 osób. Dyrektorem do 1895 r. był dr Kraemer, autor pierwszego drukowanego, bardzo obszernego sprawozdania, swoistej kroniki i monografii zakładu z 1885 r. W ramach kuracji chorzy wykonywali różne prace na potrzeby zakładu, przede wszystkim w ogrodnictwie i rolnictwie (35 ha ziemi), w tym hodowli. W zakładzie zorganizowana była opieka duszpasterska z codziennym nabożeństwem odprawianym na przemian przez ks. proboszcza z Wejherowa i pastora z Redy.
Po zakończeniu I wojny światowej i powrocie Wejherowa do Polski, w 1921 roku w dawnych budynkach szpitala powstał Pomorski Krajowy Zakład dla Głuchoniemych. Obecnie mieszczą się w nich Centrum Wsparcia Teleinformatycznego i Dowodzenia Marynarki Wojennej (ul. Sobieskiego 277), Powiatowy Zespół Kształcenia Specjalnego (ul. Sobieskiego 279) i Powiatowe Centrum Pomocy Rodzinie (ul. Sobieskiego 279A).

## Cmentarz
W lesie za dawnymi budynkami szpitala znajduje się zaniedbany i nieoznaczony cmentarz, mieszczący ponad 800 grobów pacjentów. Cmentarz został założony w 1884 r.

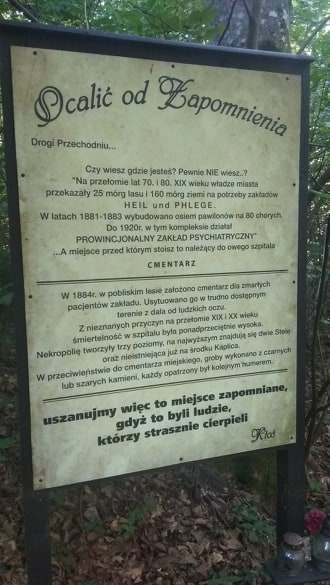
Tablica informacyjna przy dawnym cmentarzu